# Real Congregación Moroleón
El Real Congregación Moroleón fue un equipo de fútbol de México, de la ciudad de Moroleón en Guanajuato. Jugó en la Tercera división mexicana.

## Historia
El equipo fue fundado por un grupo de hombres de la ciudad de Moroleón, junto con señor de Pénjamo llamado Ariel, quienes fueron a negociar una tarde a la ciudad de Pénjamo con una señora, dueña de dicha franquicia.

## Escudo
El escudo lleva la parroquia de San Juan Bautista, más conocida como el "Templo de Esquipulitas" y la cruz del santo patrón de la parroquia, un balón y el escudo de la salud con el bastón hipocrático.
- Datos: Q6101855